# 寺町停留場
寺町停留場（日语：／ Tera-machi teiryūjō */?），又稱寺町電車站，是位於廣島縣廣島市中區十日市町二丁目和寺町，廣島電鐵橫川線的電車站。車站編號為Y2。

## 歷史
在1917年（大正6年），此電車站是在橫川線開通時啟用。啟用當時的電車站名稱為西之小路停留場（日语：／）。該名稱取自電車站鄰近的街道名稱「西之小路」。當時橫川線的路軌不是與行車路共用，而是獨立敷設的專用軌道，該專用軌道是位於雲石街道西邊。由於電車站北邊沿街道寺院林立，並且此電車站是位於寺院後方，於是電車站名稱於1921年改名為寺町裏停留場（日语：／）。在1938年（昭和13年），由於建設都市計劃道路，因此橫川線由使用專用路軌變為行走在共用行車道上。
在1945年（昭和20年）8月6日，廣島市被投下原子彈，橫川線全線不能通行。包括此電車站在內，十日市町至別院前之間於同年尾重開。在1965年（昭和40年），電車站改名為寺町停留場。橫川線路軌的街道隨著戰後城市發展而擴寬了，曾經被稱為西之小路的小路成為城南通的一部分，成為了廣島市主要街道。
- 1917年（大正6年）11月1日 - 橫川線全線開通，此站啟用，當時電車站名為西之小路停留場[1]。
- 1921年（大正10年）以前[注釋 1] - 電車站改名為寺町裏停留場[2]。
- 1945年（昭和20年）
  - 8月6日 - 廣島市被投下原子彈，使橫川線不能通行[1]。
  - 12月26日 - 橫川線十日市町至別院前之間重開[1]。
- 1965年（昭和40年）4月1日 - 電車站改名為寺町停留場[1]。

## 電車站構造
電車站是建造在共用行車道上。電車站設有2面2線的相對式低地台月台（千鳥式月台），路線向南北兩邊延伸，兩月台之間設有路口。電車站北邊是橫川站方向的下行月台，南邊是十日市町方向的上行月台。

### 運行系統
此電車站是橫川線電車站之一。7、8系統會駛入此站。
| 下行月台 | 8號線 · 8號線 | 前往橫川站     |                |
| 上行月台 | 7號線         | 前往廣電本社前 | 前往廣電本社前 |
| 上行月台 | 8號線         | 前往江波       |                |

## 電車站周邊
電車站附近都是住宅區。從電車站向西邊步行一段距離可到達天滿川，向東邊步行一段距離可到達舊太田川（本川）。電車站北邊直至別院前停留場前一帶的東邊設有許多寺院。
電車站西南方設有廣瀨神社。在1942年（昭和17年）前，於此電車站南邊曾經設有廣瀨神社停留場（日语：／）。
- 廣島市立廣瀨小學（日语：広島市立広瀬小学校）
- 廣瀨北町公園
- 廣瀨町巴士站 - 停靠的巴士路線包括廣島交通（日语：広島交通）的巴士路線（日语：広島交通#一般路線バス）、廣電巴士（日语：広電バス）的北方向郊外線（日语：広電バス#広島北営業所管轄）、JR巴士的高陽線（日语：雲芸南線#運行区分）（只有巴士中心（日语：広島バスセンター）方向）、大朝線（日语：広浜線#運行系統）、廣島巴士（日语：広島バス）橫川線（日语：広島バス#22号線（横川線））。

## 相鄰電車站
廣島電鐵
■橫川線
十日市町（Y1）－寺町（Y2）－別院前（Y3）

## 注腳

## 外部連結
- 寺町 | 電車情報：電停指南 （页面存档备份，存于）（日語） - 廣島電鐵